# حوزه انتخابیه رفسنجان و انار
حوزهٔ انتخاباتی رفسنجان و انار یک حوزه از حوزه‌های استان کرمان برای انتخابات مجلس شورای اسلامی است. این حوزه یک نماینده دارد.

## پی‌نوشت و منبع
- «جدول حوزه‌های انتخابیه در انتخابات دهمین دورهٔ مجلس شورای اسلامی» (PDF). مرکز پژوهش و سنجش افکار صدا و سیما. بایگانی‌شده از اصلی (PDF) در ۵ اكتبر ۲۰۱۸. دریافت‌شده در ۲۶ ژوئیه ۲۰۱۶. تاریخ وارد شده در |archive-date= را بررسی کنید (کمک)

https://istarnews.ir/2020/03/02/تحلیلی-بر-پیروزی-رئیس-دفتر-آیت-الله-مصب/